# Шоломи в сонці
Шоломи в сонці – історична повість української письменниці Катрі Гриневичевої, видана у 1924 році видавництвом «Ізмарагд» у Львові. У 1928 році книга була перевидана у Харкові з ілюстраціями Миколи Самокиша.

## Сюжет
Дія повісті відбувається у першій чверті ХІІІ століття, після загибелі галицького князя Романа Мстиславича. Рештки княжого війська повертаються у Галич, їх з сумом і плачем зустрічають городяни та княгиня. Проте майже одразу починається боротьба за престол: в Угорщину їдуть посли княгині з проханням про допомогу; галицькі бояри та таємному зібранні намагаються дійти до згоди щодо зручного кандидата на владу, обираючи між Ігоровичами, Ольговичами та іншими.                                                             Угорський король погоджується надати допомогу але прохає на зустріч, щоб ретельно обговорити умови. Княгиня рушає до міста Сянік. На цьому шляху вона зустрічає мандрівника, божого віщуна, який, промовляє до неї та бояр, що неможна звертатися за поміччю до чужинців. Приголомшена княгиня їде далі. Під час перемовин у Сяніку, угорський король висуває княгині умови щодо надання допомоги: визнати за ним право виступати перед іншими державами, як володар Галича та Володимира. Княгиня вимушено погоджується.                                                                                                                                                                                                                                                                     В цей час триває міжусобиця: Ольговичі вийшли на Галич, але дізнавшись про численних угорців, повернулися. Та згодом до Галича підходить військо Рюрика. Крім бажання захопити владу їм керує й бажання помсти за колишні розлади з Романом...                                                                                                                                                                 У важкій битві Рюрик переможений, а княгиня вітає «шеломи в сонці…» та величну силу, що встає на захист вітчизни…

## Критика
За словами академіка М. Горбаня: «Щоб краще віддати кольорит доби, авторка пильно вивчала низку стародавніх літературних творів…пильно вивчала Галицько-волинський літопис, з зах. Українських говірок узяла їхні архаїзми. Це…дало змогу…написати цей твір чудовою, добре стилізованою мовою…».